# Вахшка долина
Вахшката долина (на таджикски: Водии Вахш; на руски: Вахшская долина) е обширна долина в югозападната част на Таджикистан, разположена покрай долното течение на река Вахш, дясна съставяща на Амударя. Простира се на 110 km от север на юг, ширина от 7 до 25 km и площ около 2500 km², между хребетите Арунтау на запад и Тереклитау и Чолтау на изток. Отводнява се от река Вахш (дясна съставяща на Амударя) и нейните притоци (Явансу и др.). Покрита е със сиви горски почви, на места засолени, а покрай реките са развити ливадно-блатни почви. Средна януарска температура 1 °C, средна януарска температура 31 °C. Има 224 – 242 дни в година, в които минималната денонощна температура е над 0 °C. На базата на водите на река Вахш са изградени два големи напоителни канала Вахшки и Шурабадски. Върху поливните райони се отглежда памук, а по поречията на реките е развито овощарството (праскови, нарове, фурми, смокини). В долината са разположени три града Кургантюбе, Леваканд (бивш Калининабад) и Вахш и множество селища от градски тип: Яван, Хайотинав, Булбулан, Куйбишевски, Бустонкала, Кировски, Октябърск, Колхозабад, Гаравути, Дусти.

## Топографска карта
- J-42-А М 1:500000[2]
- J-42-В М 1:500000[3]